# 1800 w sztukach plastycznych
Wydarzenia w sztukach plastycznych i wizualnych w 1800 roku.

## Malarstwo

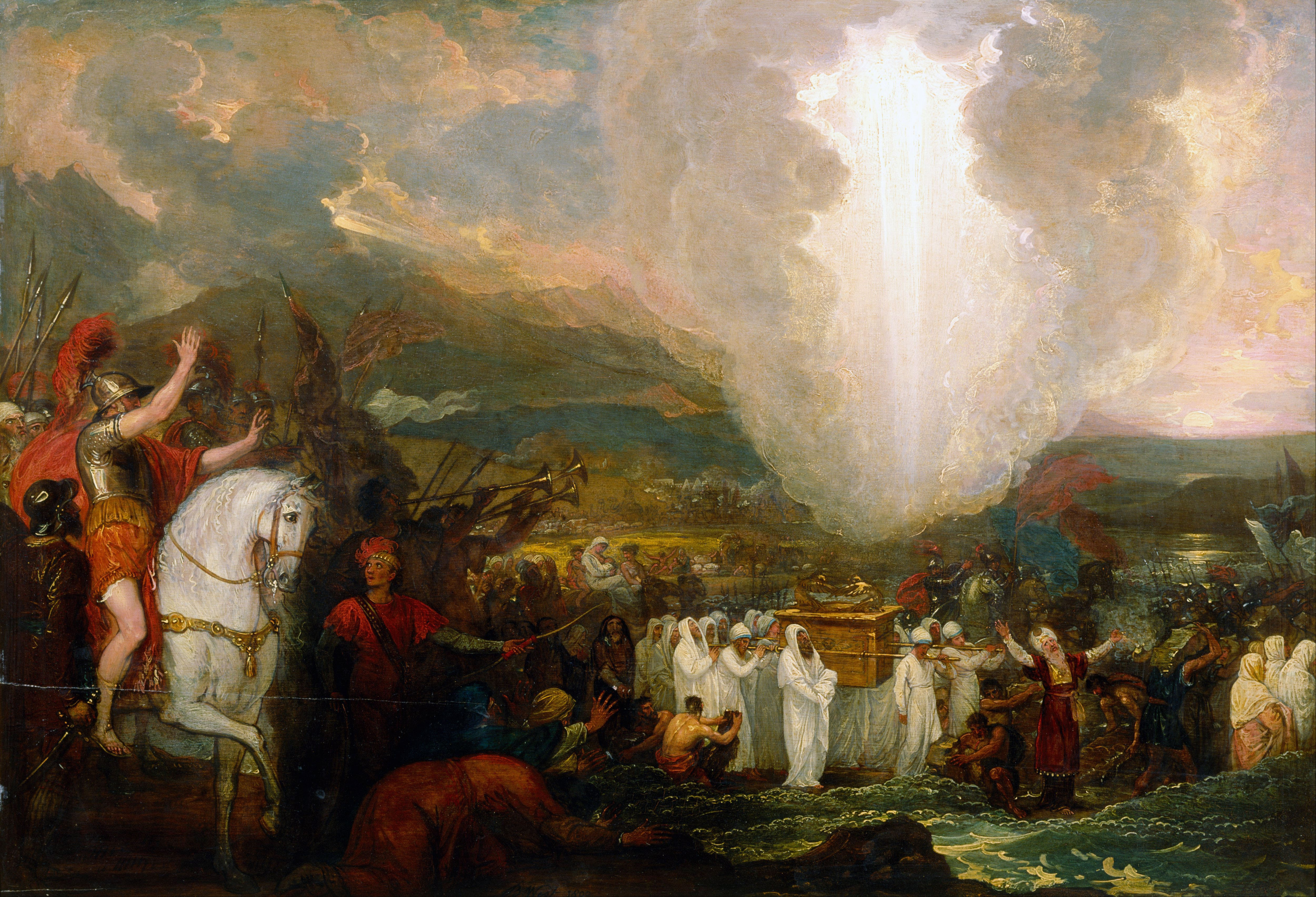
Benjamin West, Jozue przekraczający Jordan z Arką Przymierza

- Benjamin West

Jozue przekraczający Jordan z Arką Przymierza – olej na drewnie, 67,7x89,5 cm

## Urodzeni
- 10 lutego - Kanuty Rusiecki (zm. 1860), polski malarz
- 6 lutego - Achille Devéria (zm. 1857), francuski malarz i grafik
- 20 kwietnia - Wojciech Stattler (zm. 1875), polski malarz
- 2 lipca - Piotr Michałowski (zm. 1855), polski malarz

## Zmarli
- Francisco Agustín y Grande (ur. 1753), hiszpański malarz